# General Mills
General Mills, Inc. är en amerikansk global livsmedelsproducent som marknadsför egentillverkade livsmedel som degar, flingor, färdigmat, glass, pasta, pizzor, snacks, soppor och yoghurt i mer än 100 länder på sex kontinenter.
De har verksamheter i 25 amerikanska delstater och 34 länder världen över.

## Varumärken
Ett urval av varumärken.
- Betty Crocker
- Cheerios
- Cinnamon Toast Crunch
- Green Giant
- Honey Nut Cheerios
- Häagen-Dazs
- Lucky Charms
- Old El Paso
- Yoplait